# Eldəniz Əzizli
Eldəniz Əzizli (también escrito como Eldaniz Azizli; 20 de abril de 1992) es un deportista azerbaiyano que compite en lucha grecorromana.
Ganó seis medallas en el Campeonato Mundial de Lucha entre los años 2018 y 2024, y ocho medallas en el Campeonato Europeo de Lucha entre los años 2011 y 2025.

## Palmarés internacional
| Campeonato Mundial | Campeonato Mundial      | Campeonato Mundial | Campeonato Mundial |
| Año                | Lugar                   | Medalla            | Categoría          |
| ------------------ | ----------------------- | ------------------ | ------------------ |
| 2018               | Budapest (Hungría)      | Medalla de oro     | 55 kg              |
| 2019               | Nursultán (Kazajistán)  | Medalla de bronce  | 55 kg              |
| 2021               | Oslo (Noruega)          | Medalla de bronce  | 55 kg              |
| 2022               | Belgrado (Serbia)       | Medalla de oro     | 55 kg              |
| 2023               | Belgrado (Serbia)       | Medalla de oro     | 55 kg              |
| 2024               | Tirana (Albania)        | Medalla de oro     | 55 kg              |
| Campeonato Europeo |                         |                    |                    |
| Año                | Lugar                   | Medalla            | Categoría          |
| 2011               | Dortmund (Alemania)     | Medalla de bronce  | 55 kg              |
| 2018               | Kaspisk (Rusia)         | Medalla de oro     | 55 kg              |
| 2019               | Bucarest (Rumania)      | Medalla de bronce  | 55 kg              |
| 2020               | Roma (Italia)           | Medalla de bronce  | 55 kg              |
| 2021               | Varsovia (Polonia)      | Medalla de bronce  | 55 kg              |
| 2022               | Budapest (Hungría)      | Medalla de oro     | 55 kg              |
| 2023               | Zagreb (Croacia)        | Medalla de plata   | 55 kg              |
| 2025               | Bratislava (Eslovaquia) | Medalla de plata   | 55 kg              |